# Stipa turkestanica
Stipa turkestanica är en gräsart som beskrevs av Eduard Hackel. Stipa turkestanica ingår i släktet fjädergrässläktet, och familjen gräs. Inga underarter finns listade i Catalogue of Life.